# Coucy-le-Château-Auffrique

Coucy-le-Château-Auffrique este o comună în departamentul Aisne din nordul Franței. În 1 ianuarie 2022 avea o populație de 989 de locuitori.